# Liste der Bodendenkmale in Reitwein
In der Liste der Bodendenkmale in Reitwein sind alle Bodendenkmale der brandenburgischen Gemeinde Reitwein und ihrer Ortsteile aufgelistet. Grundlage ist die Veröffentlichung der Landesdenkmalliste mit dem Stand vom 31. Dezember 2020.
Die Baudenkmale sind in der Liste der Baudenkmale in Reitwein aufgeführt.

## Bodendenkmale
| Gemarkung       | Flur | Kurzansprache | Bodendenkmalnummer | Bemerkung | Bild |
| --------------- | ---- | --- | ------------------ | --------- | ---- |
| Reitwein (Lage) | 5    | Burgwall slawisches Mittelalter | 60465              |           |      |
| Reitwein (Lage) | 5, 7 | Siedlung römische Kaiserzeit | 60468              |           |      |
| Reitwein (Lage) | 5, 7 | Schlachtfeld Neuzeit, Weg Neuzeit, Siedlung slawisches Mittelalter, Siedlung Eisenzeit, Siedlung Bronzezeit, Gräberfeld Bronzezeit, Gräberfeld Eisenzeit, Weg deutsches Mittelalter, Siedlung Ur- und Frühgeschichte | 60469              |           |      |
| Reitwein (Lage) | 1, 7 | Dorfkern deutsches Mittelalter, Dorfkern Neuzeit, Schloss Neuzeit | 60470              |           |      |
| Reitwein (Lage) | 7    | Siedlung slawisches Mittelalter | 60471              |           |      |
| Reitwein (Lage) | 5    | Siedlung Eisenzeit | 60573              |           |      |
| Reitwein (Lage) | 5    | Schlachtfeld Neuzeit | 60576              |           |      |
| Reitwein (Lage) | 4    | Siedlung Urgeschichte | 60577              |           |      |
| Reitwein (Lage) | 6    | Siedlung Urgeschichte, Siedlung slawisches Mittelalter | 60578              |           |      |
| Reitwein (Lage) | 5    | Siedlung Ur- und Frühgeschichte | 60588              |           |      |
| Reitwein (Lage) | 5    | Siedlung Ur- und Frühgeschichte, Einzelfund slawisches Mittelalter | 60589              |           |      |
| Reitwein (Lage) | 5    | Siedlung Eisenzeit, Siedlung Urgeschichte | 60590              |           |      |